# Gununggeni
Gununggeni is een bestuurslaag in het regentschap Probolinggo van de provincie Oost-Java, Indonesië. Gununggeni telt 6082 inwoners (volkstelling 2010).